# UCI Gravel World Series 2024
Die UCI Gravel World Series 2024 war eine unter Schirmherrschaft des Radsport-Weltverbands UCI ausgetragene Serie von Gravelrennen. Sie diente unter anderem der Qualifikation für die Gravel-Weltmeisterschaften 2024. Die Serie bestand aus 25 Rennen in aller Welt. Ein weiteres, ursprünglich in Ruanda geplantes Rennen wurde wieder abgesagt.
Jede Veranstaltung bestand aus einem Rennen für die Elite bei Männern und Frauen sowie für die Altersgruppen 19–34, 35–39, 40–44 etc. Bei jedem Rennen erhielten die besten 25 Prozent jeder Altersgruppe das Recht, an der folgenden Weltmeisterschaft teilzunehmen.

## Resultate
Die Serie begann im Oktober 2023 mit den erstmals ausgetragenen Gravel-Europameisterschaften. Diese fanden eine Woche vor den Gravel-Weltmeisterschaften 2023 statt, zählten aber bereits für die Qualifikationsperiode 2024. Die Serie endete im September 2024, bevor im Oktober die Gravel-Weltmeisterschaften 2024 rund um die belgische Stadt Leuven stattfanden. Obgleich es keine echte Gesamtwertung gab, publizierten die Veranstalter eine Punkterangliste, die die Startreihenfolge bei den Weltmeisterschaften regelte. In dieser lagen Petr Vakoč bzw. Carolin Schiff an erster Stelle. Die Sieger der Einzelrennen in der Elite waren wie folgt:
| Datum         | Ort                | Veranstaltung                  | Sieger                | Siegerin            |
| ------------- | ------------------ | ------------------------------ | --------------------- | ------------------- |
| 1. Okt. 2023  | Oud-Heverlee       | Gravel-Europameisterschaften   | Jasper Stuyven        | Tiffany Cromwell    |
| 28. Okt. 2023 | Beechworth         | Gravelista                     | Connor Sens           | Courtney Sherwell   |
| 7. Apr. 2024  | Velden             | Worthersee Gravel              | Sebastian Schönberger | Giada Borghesi      |
| 20. Apr. 2024 | Berja              | La Indomable                   | Alejandro Valverde    | Karolina Migoń      |
| 25. Apr. 2024 | Orosei             | Giro Sardegna Gravel           | Frederik Raßmann      | Debora Piana        |
| 27. Apr. 2024 | Prince Albert      | Swartberg 100                  | Jaco van Dyk          | Tiffany Cromwell    |
| 27. Apr. 2024 | Fayetteville       | Highlands Gravel Classic       | Brennan Wertz         | Jenna Rinehart      |
| 28. Apr. 2024 | Valkenburg         | Gravel Fondo Limburg           | Toon Aerts            | Tessa Neefjes       |
| 11. Mai 2024  | Nannup             | Seven                          | Brendan Johnston      | Justine Barrow      |
| 12. Mai 2024  | Aachen             | 3Rides Gravel Race             | Daan Soete            | Lucinda Brand       |
| 18. Mai 2024  | Gatehouse of Fleet | The Gralloch                   | Matthew Holmes        | Geerike Schreurs    |
| 1. Juni 2024  | Blåvand            | Gravel Challenge Blaavands Huk | Tim Merlier           | Emma Norsgaard      |
| 15. Juni 2024 | Thornbury          | Blue Mountains Gravel Fondo    | Ashlin Barry          | Devon Clarke        |
| 15. Juni 2024 | Naivasha           | Safari Gravel Race             | Hans Becking          | Madeleine Nutt      |
| 16. Juni 2024 | Millau             | Wish One Millau Grands Causses | Florian Dauphin       | Carolin Schiff      |
| 30. Juni 2024 | Singen             | Hegau Gravel Festival          | Jonas Koch            | Carolin Schiff      |
| 6. Juli 2024  | Villars-sur-Ollon  | Gravel Suisse                  | Olivier Godfroid      | Karolina Migoń      |
| 13. Juli 2024 | Peize              | Gravel One Fifty               | Thomas Mein           | Thalita de Jong     |
| 20. Juli 2024 | Szklarska Poręba   | Gravel Adventure               | Hans Becking          | Carolin Schiff      |
| 17. Aug. 2024 | Halmstad           | Gravel Grit ’n Grind           | Toby Perry            | Femke Markus        |
| 24. Aug. 2024 | Houffalize         | Houffa Gravel                  | Sebastian Schönberger | Romy Kasper         |
| 31. Aug. 2024 | Quattordio         | Monsterrando                   | Petr Vakoč            | Alice Maria Arzuffi |
| 8. Sep. 2024  | Champéry           | Alpine Gravel Challenge        | Hugo Drechou          | Sina Frei           |
| 21. Sep. 2024 | Girona             | Sea Otter Europe Girona        | Matevž Govekar        | Tiffany Cromwell    |
| 22. Sep. 2024 | Ruthin             | Graean Cymru                   | Connor Swift          | Joscelin Lowden     |